# Granius Flaccus
Granius Flaccus (i. e. 1. század) római író
De indigitamentis („A címek formáiról”) címen egy könyvet írt, amelyet Iulius Caesarnak ajánlott. A munka nem maradt fenn, a szerzőt Censorinus említi.